# Langley (district municipality)
Langley is een gemeente (district municipality) in de provincie Brits-Columbia in het westen van Canada. De gemeente ligt in het oosten van de metropoolregio van de stad Vancouver en telt ruim 132.000 inwoners (2021).
De gemeente, die ook wel bekendstaat als het Township of Langley, is niet te verwarren met de ten westen ervan gelegen stad met dezelfde naam.
Langley is sinds 2022 de thuisbasis van Vancouver FC, een voetbalclub uit de Canadian Premier League.

## Ligging
| Aangrenzende gemeenten | Aangrenzende gemeenten | Aangrenzende gemeenten | Aangrenzende gemeenten | Aangrenzende gemeenten |
| ---------------------- | ---------------------- | ---------------------- | ---------------------- | ---------------------- |
|                        |                        | Maple Ridge            |                        |                        |
| Surrey                 |                        |                        |                        |                        |
| Langley                | Abbotsford             |                        |                        |                        |
| Surrey                 |                        |                        |                        |                        |
|                        |                        | Whatcom County         |                        |                        |